# South Ferry (metrostation)
South Ferry is een voormalig station van de metro in New York.
Het is een eindstation van de New Yorkse metrolijn 1. Het bestaat uit een zeer kort perron, waar de laatste vijf (van de 10) metrowagons hun deuren niet kunnen openen. Het perron ligt aan een zeer krappe keerlus, het spoor wordt automatisch gesmeerd om de wrijving tussen de wielflenzen en het spoor te reduceren en daarmee het lawaai te verminderen.
In het midden van het jaar 2005 zijn werkzaamheden begonnen aan een nieuw metrostation voor South Ferry. Dit station is in 2009 geopend. Het oude station is sindsdien niet meer in gebruik als station, al bestaan de sporen en gebouwen nog wel. Het nieuwe station is onderdeel van het stationscomplex Whitehall Street-South Ferry (N R W) aan de Broadway Line.
De keerlus komt te vervallen en het station wordt een kopstation.

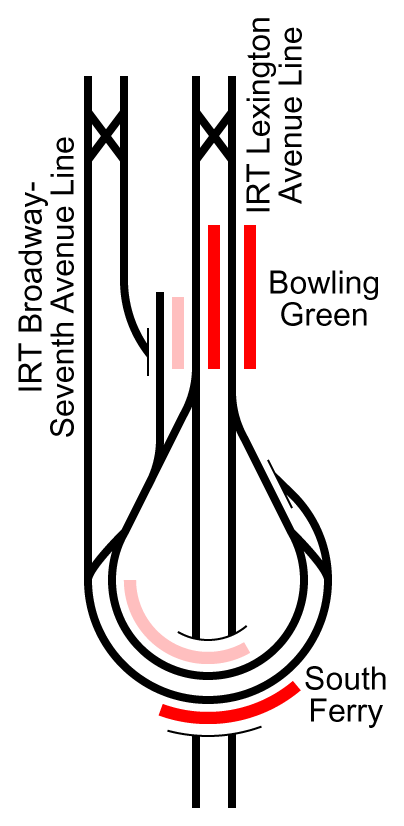
Indeling van de perrons

Het binnenste perron van South Ferry is niet meer in gebruik in passagiersdienst. Het was eigenlijk bestemd voor metrolijn 5. Het wordt alleen nog gebruikt voor treinen van metrolijn 5 die dan terug kunnen keren naar eindstation Bowling Green.

## Film
Voor de film The Taking of Pelham One Two Three uit 1974, speelden de cirkelende perrons van South Ferry een belangrijke rol.
Van noord naar zuid:
Van Cortlandt Park-242nd Street · 
238th Street · 
231st Street · 
Marble Hill-225th Street · 
215th Street · 
207th Street · 
Dyckman Street · 
191st Street · 
181st Street · 
168th Street · 
157th Street · 
145th Street · 
137th Street-City College · 
125th Street · 
116th Street-Columbia University · 
110th Street-Cathedral Parkway · 
103rd Street · 
96th Street ·
86th Street · 
79th Street · 
72nd Street · 
66th Street-Lincoln Center · 
59th Street-Columbus Circle · 
50th Street · 
Times Square-42nd Street · 
34th Street-Penn Station · 
28th Street · 
23rd Street · 
18th Street · 
14th Street · 
Christopher Street-Sheridan Square · 
Houston Street · 
Canal Street · 
Franklin Street · 
Chambers Street · 
WTC Cortlandt · 
Rector Street · 
South Ferry